# 傻瓜码
傻瓜码是曾经流行的一种计算机汉字输入法。它是以拼音输入法为基础的，用于解决拼音输入法的易学，但盲打速度慢的问题。与其他输入法不同的是使用它不需要记编码，也不用学习拆字法。